# Léon-Étienne Duval
Léon-Étienne Duval (9 de novembro de 1903 - 30 de maio de 1996) foi um prelado francês e cardeal da Igreja Católica na Argélia . Ele serviu como arcebispo de Argel de 1954 a 1988, e foi elevado ao cardinalato em 1965.

## Biografia
Léon-Étienne Duval nasceu em Chênex , Haute-Savoie , França , e frequentou o seminário em Annecy antes de ir para Roma, onde estudou ao lado de Marcel Lefebvre no Pontifício Seminário Francês. Ordenado ao sacerdócio em 18 de dezembro de 1926, ele então fez pastoral trabalho em Annecy até 1942, ao passo que o ensino no seminário e servindo como Diretor de Obras. Durante a Segunda Guerra Mundial , Duval apoiou a Resistência Francesa e desconfiou do regime de Vichy . Ele foi um canon honorário e vigário geral de Argel de 1942 a 1946.
Em 3 de novembro de 1946, Duval foi nomeado bispo de Constantino pelo papa Pio XII . Ele recebeu sua consagração episcopal em 11 de fevereiro de 1947 do bispo Auguste Cesbron , com os bispos Raoul Harscouêt e Léon Terrier servindo como co-consagradores . Duval foi posteriormente nomeado Arcebispo de Argel em 3 de fevereiro de 1954.
Duval defendeu a independência da Argélia e encorajou a paz entre muçulmanos , cristãos e judeus . No início de 1962, ele denunciou a guerra urbana que ocorreu durante a Guerra da Argélia como "uma ofensa contra Deus", à ira dos pieds-noirs de seu rebanho, que posteriormente o chamou de "Maomé". Duval " Participou do Concílio Vaticano II de 1962 a 1965. Duval, assistido pelos cardeais Julius Döpfner e Raúl Silva Henríquezentregou uma das mensagens finais do Conselho em 8 de dezembro de 1965. Ele também serviu como Presidente da Conferência Episcopal da África do Norte de 1963 a 1988. Ele se opôs à Action Française , que apoiou o estabelecimento do catolicismo como religião do Estado , porque ele acreditava que a fé e a política deveriam permanecer separadas . Duval era um colega de escola do arcebispo tradicionalista Marcel Lefebvre , e em agosto de 1976, Duval pediu que ele se submetesse completamente à autoridade do papa .
O Papa Paulo VI criou-o cardeal-sacerdote de S. Balbina no consistório de 22 de fevereiro de 1965. Duval foi um dos cardeais eleitores que participaram dos conclaves de agosto e outubro de 1978 , que selecionaram os papas João Paulo I e João Paulo II respectivamente. Ocupou o quarto 86 na residência dos cardeais eleitores para o conclave de agosto de 1978, dividindo um banho com Leo Suenens , Raúl Silva Henríquez e Juan Ricketts .
Após o assassinato público de seu bispo auxiliar, Gaston Marie Jacquier , em 1976, Duval ordenou que seus padres na Arquidiocese de Argel não usassem o hábito religioso em público ou exibissem a cruz visivelmente. Nos anos que se seguiram, as igrejas da arquidiocese deixaram de tocar seus sinos para evitar incitar a violência extremista islâmica.
Por causa de suas obras humanitárias e antiimperialistas , o Duval foi escolhido pelo Conselho Revolucionário como um dos quatro clérigos que visitariam os reféns mantidos na embaixada americana em Teerã no dia de Natal de 1979. Em 19 de abril de 1988 ele renunciou como Arcebispo de Argel, após trinta e quatro anos de serviço.
Duval morreu em Argel, aos 92 anos. Ele está enterrado na Basílica de Notre-Dame d'Afrique da mesma cidade. Após a sua morte, João Paulo II observou que "Ele permanecerá uma luz e um encorajamento em uma estrada longa e difícil, num momento em que a comunidade cristã na Argélia está enfrentando tempos difíceis".